# Behrami
Behrami är en ort i Bosnien och Hercegovina.   Den ligger i entiteten Federationen Bosnien och Hercegovina, i den centrala delen av landet, 90 kilometer norr om huvudstaden Sarajevo. Behrami ligger 269 meter över havet och antalet invånare är 316.
Terrängen runt Behrami är lite kuperad.Runt Behrami är det ganska tätbefolkat, med 93 invånare per kvadratkilometer.. Närmaste större samhälle är Gračanica, 14,2 kilometer väster om Behrami. 
Omgivningarna runt Behrami är en mosaik av jordbruksmark och naturlig växtlighet.